# Oday Zahran
Oday Samir Zahran (29 gennaio 1991) è un calciatore giordano difensore dello Shabab Al-Ordon e della Nazionale giordana.

## Carriera

### Club
Ha sempre giocato nel campionato giordano.

### Nazionale
Ha esordito in Nazionale nel 2010, collezionando 23 presenze.